# Buderus
Buderus (je Zeitabschnitt Sozietät J.W. Buderus, OHG Gebrüder Buderus, Aktiengesellschaft Buderus’sche Eisenwerke, Buderussche Handelsgesellschaft, Buderus AG) war ein deutsches (Groß-)Unternehmen im Bereich der Eisenverhüttung und Eisenverarbeitung mit Hauptsitz in Wetzlar.
Das Familienunternehmen wurde am 14. März 1731 von Johann Wilhelm Buderus I gegründet und im Laufe der Jahrhunderte von seinen Nachfahren sukzessiv zu einem der größten Gießereiunternehmen Deutschlands und Europas ausgebaut. Es gehört zu den am längsten bestehenden Großunternehmen in Europa.
Im Jahr 2003 wurde die damalige Buderus AG mit ihren drei Töchtern Buderus Heiztechnik GmbH, Buderus Guss GmbH und Edelstahlwerke Buderus AG von der Robert Bosch GmbH übernommen. Die Edelstahlwerke Buderus AG, nun Buderus Edelstahl, wurde 2005 an die österreichische Böhler-Uddeholm AG verkauft. Die Buderus Guss GmbH ging an die Münchener Private-Equity-Gesellschaft Orlando Management, jedoch ohne die Sparte Bremsscheiben am Standort Breidenbach. Das Bremsscheibengeschäft firmierte zunächst weiter unter Buderus Guss GmbH und verblieb als eigenständige Tochtergesellschaft im Geschäftsbereich „Chassis Systems Control“ der Robert Bosch GmbH, bis sie 2024 an die Münchener Aequita-Gruppe verkauft wurde. Die ehemalige Buderus Heiztechnik GmbH firmiert unter dem Namen Bosch-Thermotechnik GmbH und gehört weiter zur Robert Bosch GmbH. Die Marke „Buderus“ wird dabei für Produkte im Heizungs- und Sanitärbereich weitergeführt.

## Geschichte des Unternehmens

### Vorgeschichte bis 1731

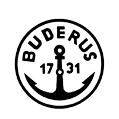
Historisches Logo

Im Jahr 1678 baute die Familie Buderus in Hirzenhain im westlichen Vogelsberg im (Wetteraukreis in Hessen) die ersten Hochöfen. Die Geschichte des Unternehmens Buderus begann in der ersten Hälfte des 18. Jahrhunderts, als im Lahn-Dill-Gebiet sowie in Oberhessen zahlreiche Eisensteinvorkommen gefunden wurden. Das Recht zur Erzgewinnung lag bei den Landesherren. Diese errichteten Eisenwerke und betrieben sie entweder in eigener Regie unter einem Hüttenverwalter oder verpachteten sie. Friedrich Ernst Graf zu Solms-Laubach gründete auf seinem Territorium 1707 die nach ihm benannte Friedrichshütte nahe Ruppertsburg und reaktivierte damit das Eisenhüttenwesen, das durch den Dreißigjährigen Krieg zum Erliegen gekommen war. Im Frühjahr 1707 wurde mit dem Bau eines neuen Holzkohlenhochofenwerkes mit angeschlossenem Gießereibetrieb begonnen. Zur Umwandlung des Roheisens in Schmiedeeisen wurde 1709 ein Eisenhammer mit Frischherd in Betrieb genommen.

Der Firmengründer, Johann Wilhelm Buderus I

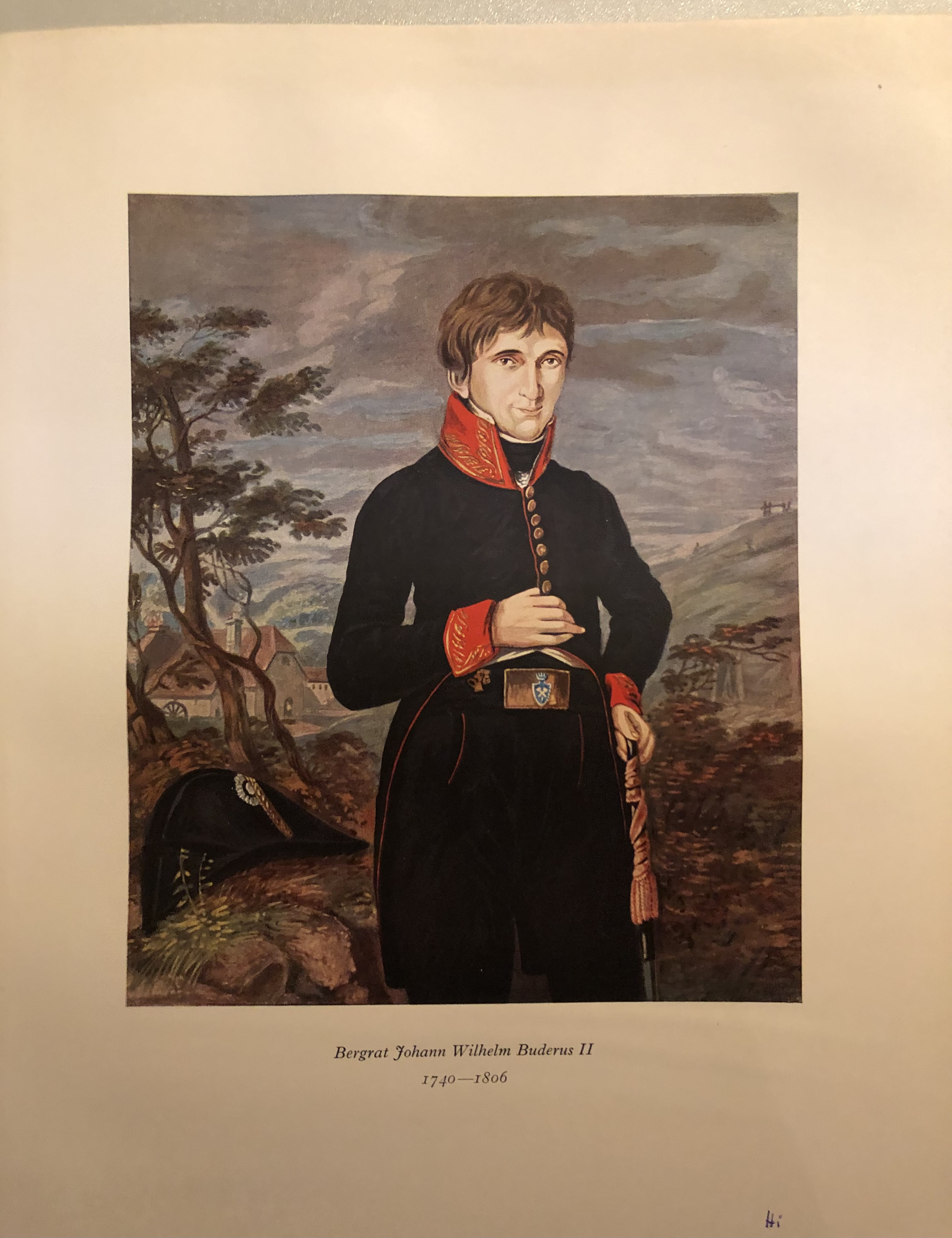
Das zehnte Kind des Firmengründers, sein Nachfolger Johann Wilhelm Buderus II.

Im Jahr 1717 wurde Johann Wilhelm Buderus I die kaufmännische und technische Leitung der Friedrichshütte übertragen; er war 1690 in Nassau (Lahn) als Sohn eines Schullehrers, Kaplans und späteren Pfarrers geboren worden. Obwohl Buderus lediglich Verwalter war, steckte er erhebliche eigene Mittel in den Betrieb des Eisenwerks, das neben dem Holzkohlenhochofen und dem Gießereibetrieb ab 1718 über zwei Eisenhämmer verfügte. Bereits 1729 gehörte ihm der größte Teil des Betriebskapitals der Friedrichshütte. Er war damit de facto Chef der Eisenhütte.

### Pachtung der Friedrichshütte, Expansion des Familienunternehmens (1731–1806)
Am 14. März 1731 bezahlte Johann Wilhelm Buderus I eine Kautionssumme, womit die Pachtung der Friedrichshütte und der dazugehörigen Hämmer (Hessenbrücker Hammer und Oberhammer) auf ihn überging. Dieser Tag gilt seitdem als Datum der Firmengründung. Am 26. Juni 1734 schloss Buderus einen neuen Pachtvertrag mit dem Grafen Friedrich Magnus II. zu Solms-Laubach. Johann Wilhelm Buderus I war 22 Jahre lang Hüttenpächter. Er starb am 23. Juni 1753. Am 10. Dezember 1753 wurde ein neuer Pachtvertrag mit seiner zweiten Ehefrau Elisabetha Magdalena Buderus abgeschlossen. Die Witwe führte das Unternehmen durch die Wirren des 1756 ausgebrochenen Siebenjährigen Krieges, von dem Mittelhessen stark betroffen war.
Buderus’ Sohn – Johann Wilhelm Buderus II – stieg im Januar 1762 in das Unternehmen ein, nachdem er seine hüttenmännische Ausbildung beendet hatte. Unter seiner Leitung – ab 1766 offiziell als Pächter der Friedrichshütte – trat das Familienunternehmen aus dem begrenzten Radius eines regionalen Eisenproduzenten der Vogelsberger Region heraus und expandierte in die Gegend um Lahn und Weil. Am 1. Februar 1779 konnte Johann Wilhelm Buderus II ein weiteres Hammerwerk bei Schellnhausen von der Landgrafschaft Hessen-Darmstadt pachten und erhielt auch das alleinige Recht des Eisenverkaufs in den fünf hessischen Ämtern Burg-Gemünden, Grebenau, Grünberg, Schotten und Ulrichstein. 1798 erwarb er die Audenschmiede im Weiltal. Hierbei handelte es sich um ein bedeutendes Eisenwerk im Raum Nassau-Weilburg, dem damaligen Zentrum des Eisenwirtschaftsgebietes an der mittleren Lahn. Johann Wilhelm Buderus II, der durch den Grafen zu Solms-Laubach im Jahr 1776 zum Bergrat ernannt worden war, starb am 1. Mai 1806. Der Nachlass seines Vaters – und damit sein Startkapital – hatte 1762 etwa 710 Gulden betragen; nach seinem Tod wurde das Familienvermögen auf 180.000 Gulden gewertet.

### Gründung einer Sozietät, weitere Expansion (1806–1840)
Nach dem Tod Johann Wilhelms II ging das Unternehmen zu gleichen Teilen an seine drei überlebenden Söhne Johann Christian Wilhelm, Anton Georg Wilhelm Christian und Georg Friedrich Andreas Buderus (* 9. März 1777; † 26. Februar 1840 in Frankfurt am Main, der spätere Georg Buderus I.). Diese schlossen sich am 2. Januar 1807 zur Sozietät J.W. Buderus Söhne mit Sitz auf der Friedrichshütte bei Laubach zusammen.

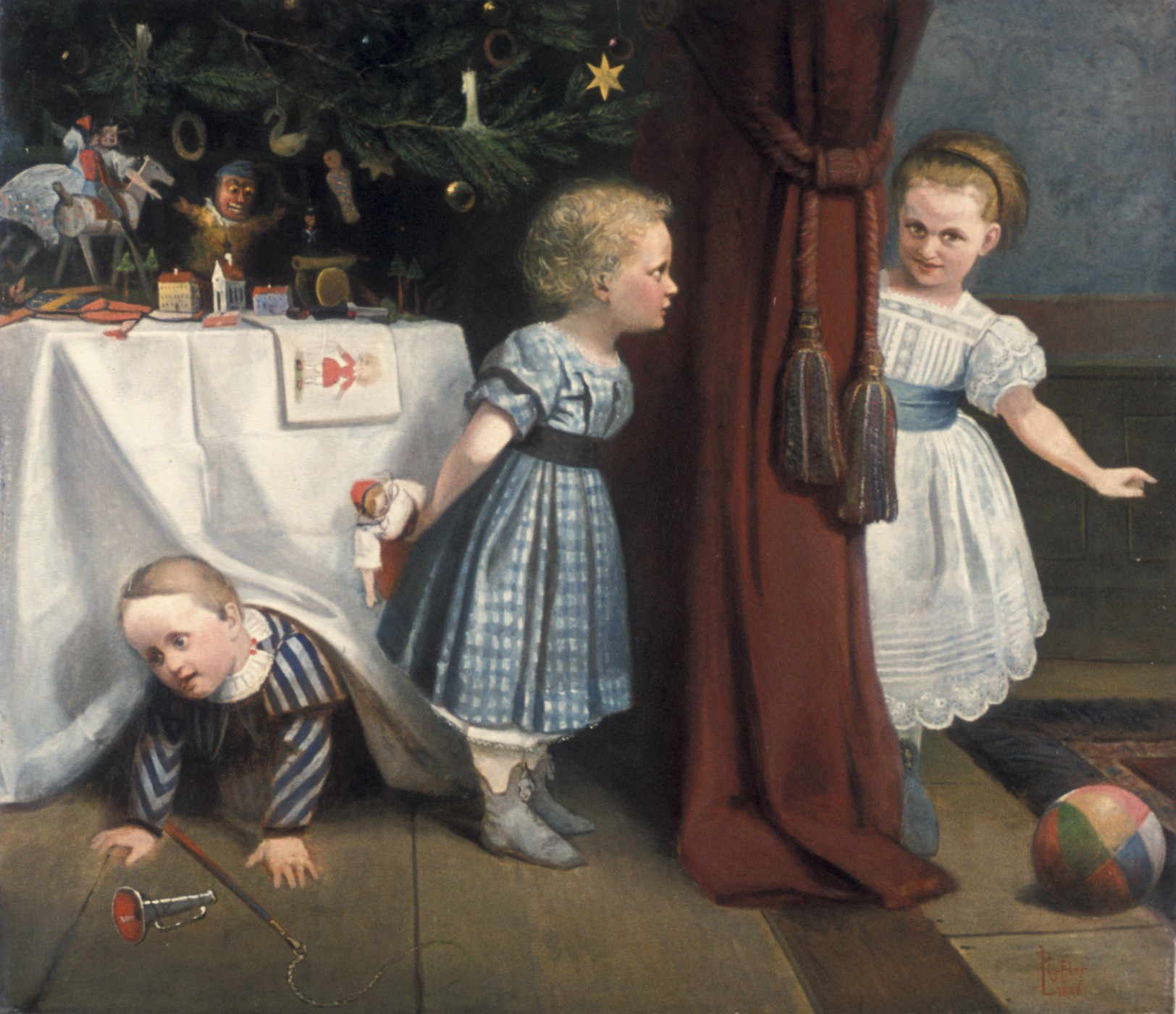
Die Kinder der Familie Buderus, Gemälde aus dem Jahr 1866

Nach dem Tod seiner beiden Brüder führte Georg Buderus I das Unternehmen alleine weiter. Er verfolgte die weitere Expansion des Unternehmens. 1812 pachtete er die Löhnberger Hütte bei Weilburg, 1817 die Eisenhütte zu Hirzenhain. Das Hauptwerk, die Friedrichshütte, wurde modernisiert und 1821 um einen Hochofen und ein Schmelzgebäude erweitert. 1817 wurde das neue Herrenhaus der Familie fertiggestellt. Auch der Oberhammer befand sich nun im Eigentum von Buderus und wurde in Georgenhammer umbenannt. 1822 kaufte Georg Buderus I die Christianshütte bei Schupbach in der Grafschaft Wied-Runkel. 1824 wurde der bisherige Pachtbetrieb Schellnhausener Hammerwerk käuflich erworben. Das Werk wurde 1827 in Louisenhammer, nach der Ehefrau Georgs, umbenannt. Auch der Eisenhammer, der in der Grafschaft Leiningen-Westerburg stand, ging 1830 in den Familienbesitz über.
Im Zuge dieser Expansion wurden weitere Familienangehörige in die Leitung des Familienunternehmens aufgenommen. Im Jahr 1830 stiegen drei Neffen von Georg Buderus I in das Geschäft ein: Georg Carl Theodor Buderus (* 1808; † 1873, der spätere Georg Buderus II), Alexander Richard August Leberecht Theodor Moritz Buderus (* 1814; † 1871), beides Söhne von Johann Buderus, und Friedrich Ludwig August Buderus (* 1810), Sohn von Anton Buderus. Am 1. Juli 1838 wurde ein neuer Sozietätsvertrag zwischen Georg Buderus I und seinen drei Neffen geschlossen. Das Generalinventarium vom 31. Dezember 1836 ergab:
- Eigentümliche Hüttenwerke: Audenschmiede und Christianshütte
- Pachthüttenwerke: Löhnberger Hütte, Friedrichshütte mit Hessenbrücker Hammer und Hirzenhainer Hütte
- Eigentümliche Hammerwerke: Louisenhammer, Georgenhammer und Gemünder Hammer
- Bergwerke: Eisensteinbergwerke, Mehlbacher Silbergrube und Braunkohlenbergwerk Buderus
- Sonstige Besitzungen: Hessenbrücker Mühle, Horloffsmühle, Haus in Weilburg und Roheisen-Magazin in Frankfurt am Main.

### Ankäufe und Hüttenstilllegungen (1840–1860)
Am 26. Februar 1840 starb Georg Buderus I in seinem Zweitwohnsitz in Frankfurt/Main. Seine Frau Louise erhielt von den Neffen eine Abfindung, und diese verteilten die Anteile der Sozietät neu. Richard und Georg Buderus II erhielten jeweils 5/18 und Friedrich Buderus 8/18 Anteile an der Sozietät.
1846 wurde die Aßlarer Hütte gepachtet, ebenso wie die Oberndorfer Hütte, die beide im Kreis Wetzlar lagen und der Standesherrschaft zu Solms-Braunfels gehörten. Beide Hütten konnten aber auf Dauer nicht rentabel betrieben werden. Die Aßlarer Hütte wurde 1859 und die Oberndorfer 1861 stillgelegt. Im Jahr 1855 kam ein neues Hütten- und Hammerwerk hinzu, das man von Wolfgang Ernst III. Fürst zu Ysenburg und Büdingen kaufte. Neuenschmidten, das im Tal der Bracht bei Wächtersbach liegt, war für ein Hüttenwerk in der damaligen Zeit außerordentlich ungünstig gelegen. Die Erze mussten per Fuhrwerk aus dem Raum Wetzlar herantransportiert werden. Das erwies sich als unrentabel, sodass auch diese Hütte 1859 stillgelegt wurde. Die Hüttenstilllegungen standen im Zusammenhang mit der 1857 von Nordamerika ausgegangenen Weltwirtschaftskrise, die sich auch auf die heimische Eisenindustrie negativ auswirkte.
Am 24. Mai 1856 beschloss die Sozietät, einen Verwaltungsrat einzuberufen. Diesem Verwaltungsrat gehörten die drei Neffen an sowie die drei langjährigen Führungskräfte Gottfried Stuhl von der Friedrichshütte in Laubach, Fritz Spies von der Löhnberger Hütte bei Weilburg und Georg Friedrich Carl Heitefuß von der Aßlarer Hütte. Zunächst war Aßlar der Hauptsitz der Verwaltung. Nach der Einstellung der dortigen Eisengewinnung wurde der Unternehmenssitz nach Wetzlar verlegt.
Als Friedrich Buderus im Jahr 1857, ohne seine Mitgesellschafter vorher zu fragen, auf eigene Rechnung das Blechwalzwerk „Albion“ bei Neuwied kaufte, provozierte er ein schweres und letztlich irreparables Zerwürfnis. Er versuchte wiederholt dieses Werk dem Unternehmen einzugliedern, doch seine Cousins waren dagegen, sodass er schließlich unter dem Namen L. Fr. Buderus Germania eine eigene Firma gründete.

### Anschluss an das überregionale Eisenbahnnetz und an das Ruhrrevier (ab 1862), Einführung von Kokshochöfen
1861 erwarb Buderus die Hedwigshütte bei Lollar. Sie lag an der Main-Weser-Bahn, sodass die Roheisenerzeugnisse nun einfach und schnell an Abnehmer in größerer Entfernung versandt werden konnten. Des Weiteren konnte sie über Paderborn erheblich kostengünstiger als über den bisherigen Bahnweg Koks aus dem Ruhrrevier beziehen. Es bestand nun eine direkte Eisenbahnverbindung zwischen dem eisenerzreichen Lahngebiet und dem kohlereichen Ruhrgebiet. 1862 wurde die Deutz-Gießener Eisenbahn eröffnet. Erzversand und Eisenabsatz waren damit endgültig von der Lahnregion unabhängig geworden.

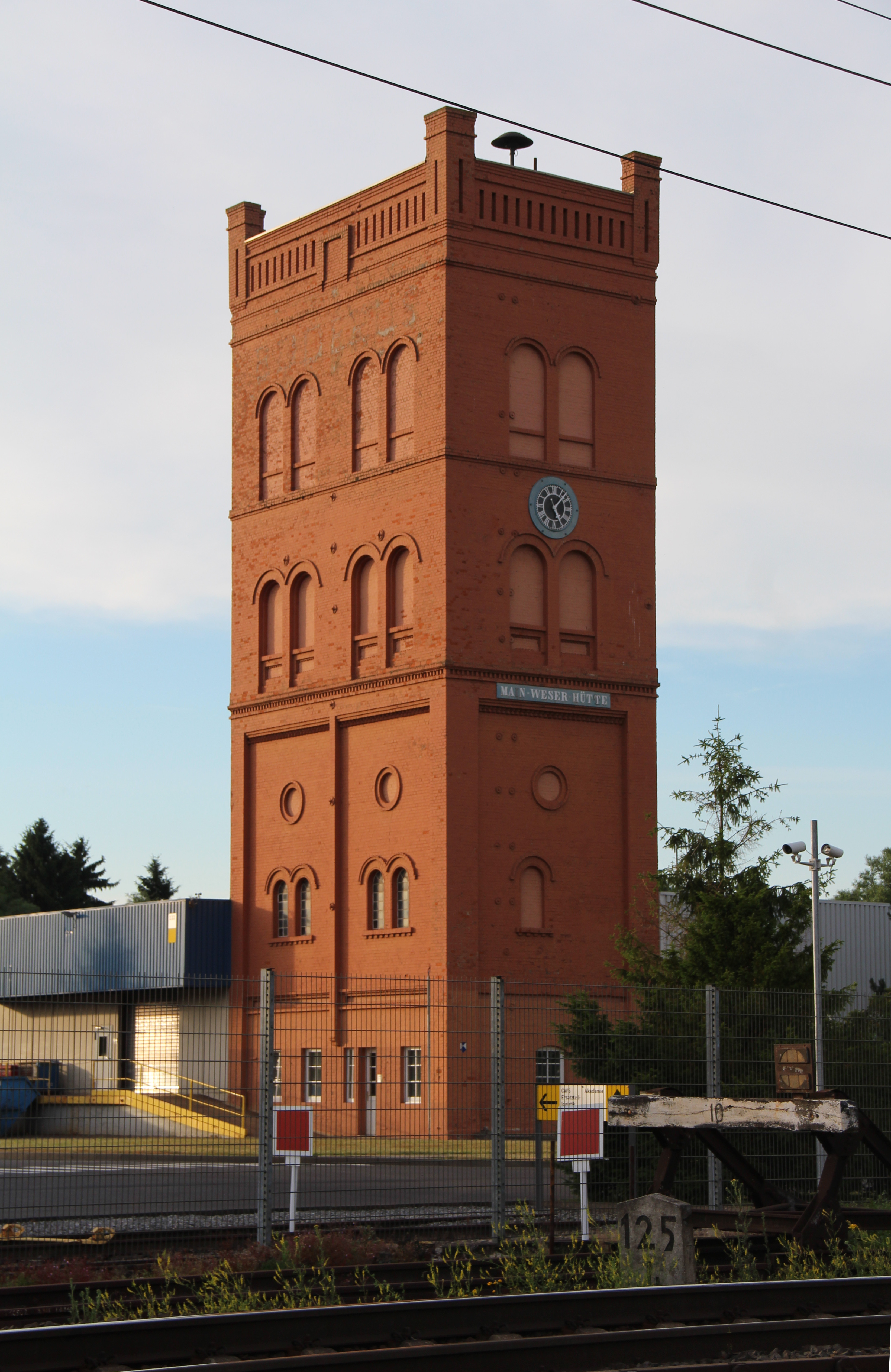
Der sogenannte Gichtturm in Lollar mit der Aufschrift Main-Weser-Hütte

In Anlehnung an die anliegende Bahnlinie wurde die Hedwigshütte in Main-Weser-Hütte umbenannt. Sie wurde zur Geburtsstätte der neuzeitlichen Entwicklung von Buderus. An dem 1854 von Justus Kilian bei Lollar erbauten Werk musste Buderus zunächst neue Hochöfen errichten, da die alten unbrauchbar waren. Am 9. November 1863 wurde der erste Hochofen Minerva angeblasen. Im November des nächsten Jahres folgte der zweite Hochofen, Vulkan. Vulkan war der erste Kokshochofen an der mittleren und oberen Lahn. Das neue Werk wurde ab 1862 von Georg Buderus III (* 1838), dem ältesten Sohn von Georg Buderus II, geleitet. Durch die Einführung von Kokshochöfen wurden die Holzkohlenhütten überflüssig und unrentabel, sodass sie aufgegeben wurden. Mitte der 1860er-Jahre wurden der Georgen- und der Hessenbrücker Hammer und 1872 der Louisenhammer stillgelegt. 1866 die Löhnberger Hütte.
Die Erzgewinnung hingegen erreichte im Jahr 1867 mit 129 412 Tonnen Eisenerz einen Höchststand. Von Oberhessen hatte sich das Zentrum der Eisenerzförderung von Buderus im 19. Jahrhundert in das Lahnrevier verschoben, wobei der Schwerpunkt im Bergrevier Wetzlar lag.

### Auflösung der Sozietät (1870)
Im Jahr 1870 verstärkten sich die Familienzwiste und konnten letztlich nicht mehr durch familieninterne Verträge geregelt werden. Vor allem machte man Friedrich Buderus und dessen eigenwillige Handelspolitik verantwortlich. Die offizielle Auflösung der Sozietät erfolgte am 18. Januar 1870. Danach existierten zwei getrennte Firmen Buderus, einmal die L. Fr. Buderus zu Audenschmiede, indem Friedrich Buderus die Audenschmiede, den größten Teil des Grubenreviers bei Weilburg und eine Abfindung in Höhe von 225.000 Mark erhielt. Die zweite Firma hieß Offene Handelsgesellschaft Gebrüder Buderus zur Main-Weser-Hütte bei Lollar und wurde von den Brüdern Richard und Georg weitergeführt. Die Friedrichshütte, Ursprung des Buderus’schen Familienunternehmens, wurde 1870 abgestoßen, weil das Unternehmen mit der Verwaltung der Grafschaft Solms-Laubach keine Einigung über einen neuen Pachtvertrag fand.
Georg Buderus II. und sein Sohn Georg Buderus III. erwarben nach der Gründung der neuen Gesellschaft Baugrund in der Nähe des Bahnhofs Wetzlar, wo sie ein neues Hochofenwerk auf Koksbasis bauten. Am 1. März 1871 starb Richard Buderus und seine Familie übernahm dessen Hälfte der Anteile an der OHG. Die neue Sophienhütte in Wetzlar erhielt ihren Namen von der Mutter von Georg Buderus II. und Richard Buderus. In Wetzlar wurde der erste Hochofen am 1. August 1872 angeblasen.
Am 8. Dezember 1873 starb das Oberhaupt der Familie Buderus, Bergrat Georg Buderus II. Sein Sohn, Georg Buderus III, übernahm nun die Führung der Familiengesellschaft und baute die Roheisenerzeugung aus. Dessen Bruder Hugo Buderus, der 1874 als gleichberechtigter Gesellschafter in das Unternehmen einstieg, legte sein Augenmerk hauptsächlich auf das Gießereigeschäft. Hugo Buderus erhielt die Leitung über die Hirzenhainer Hütte. Im Jahr 1878 erfolgte die Stilllegung der Christianshütte, mit deren noch vorhandenen Modellen in Lollar eine neue Gießerei aufgebaut wurde. Hier wurde ein Teil des im selben Jahr von Buderus entwickelten Gießereiroheisens verarbeitet. Der Gießereibetrieb, dessen Facharbeiterstamm aus Formern der Christianshütte bestand, erwarb sich durch den Bau neuzeitlicher Zimmeröfen schnell einen guten Ruf. 1880 kauften die Gebrüder Buderus einen großen Teil des Grubenbesitzes im Raum Weilburg zurück, der während der Familienauseinandersetzung mit Friedrich Buderus diesem zugesprochen worden war. Am 9. Februar 1880 kaufte Buderus die Lahnhütte bei Gießen und produzierte dort ebenfalls Gießereiroheisen. Diese Hütte erhielt den Namen der Mutter der Gesellschafter und hieß fortan Margarethenhütte.

### Umwandlung in eine Aktiengesellschaft (1884)

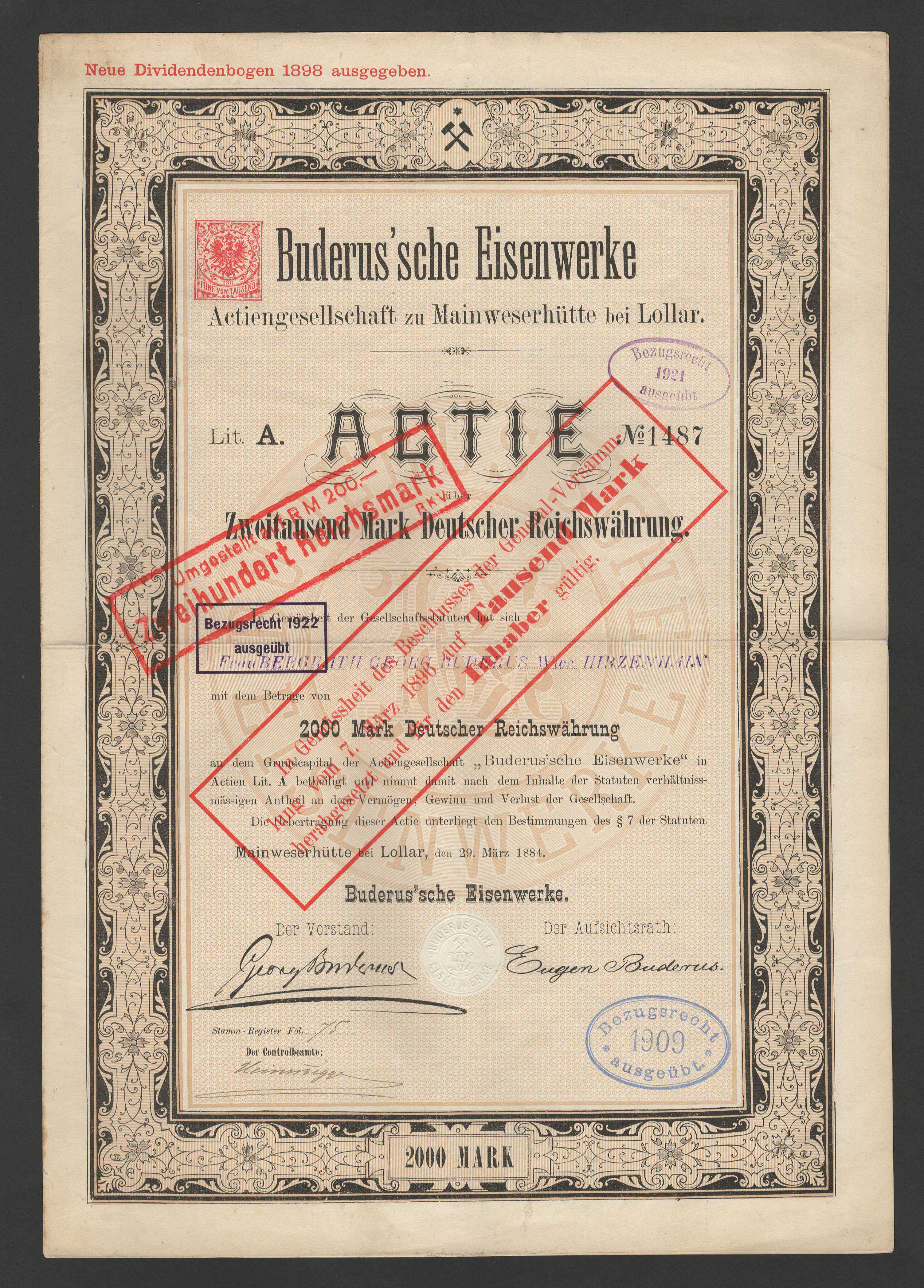
Aktie über 2000 Mark der Buderus’schen Eisenwerke vom 29. März 1884

Nachdem die Familie 1883 die Georgshütte von dem Prinzen und nachmaligen Fürst Georg zu Solms-Braunfels erworben hatte, besaß sie alle Roheisenwerke an der Lahn, allerdings um den Preis einer sehr hohen Verschuldung. Ab 1870 hatte Buderus sieben Millionen Mark aufgewandt, um Eisenhütten zu erwerben, und weitere fünf Millionen Mark zur Erweiterung der Erzbasis. Die zu dieser Zeit schlechten Roheisenpreise schmälerten die Gewinne der Firma stark. Das Familienunternehmen konnte mit diesen finanziellen Belastungen und in dieser Größe als OHG nicht mehr bestehen. Aus diesem Grund wandelten die Gebrüder Buderus das Unternehmen im Jahr 1884 in eine Aktiengesellschaft um. Die Mitteldeutsche Creditbank verhalf der Firma mit einem Darlehen von 6,6 Millionen Mark zu günstigen Kreditkonditionen.
Am 20. Mai 1888 starb Wilhelm Buderus, der die Sophienhütte 16 Jahre lang geleitet hatte, 45-jährig. Hugo Buderus, der stets ein Verfechter der Gießereierzeugung innerhalb des Familienunternehmens gewesen war, übernahm das Hirzenhainer Eisenwerk im Jahr 1891 in seinen Privatbesitz, um von der Familienaktiengesellschaft unabhängige Wege gehen zu können. Damit schied nach Friedrich Buderus ein weiteres Familienmitglied aus dem Verbund aus, um sein eigenes Unternehmen zu betreiben. Seine Firma lief unter dem Namen Eisenwerk Hirzenhain H. R. Buderus. Am 28. Juni 1895 starb Georg Buderus III in Lollar. Er hatte sich bis zuletzt darum bemüht, das Unternehmen durch die Wirtschaftskrise zu manövrieren und den Familiencharakter des Unternehmens zu bewahren. Kurz vor seinem Tod stimmte er dem Verkauf der Main-Weser-Hütte in Lollar an ein neu gebildetes Unternehmen zu, das unter der Führung von Hugo Buderus stand. Hugo wandelte 1895 das von ihm geleitete Unternehmen in die Eisenwerke Hirzenhain und Lollar Aktiengesellschaft mit Sitz in Hirzenhain um. Carl Buderus, der bisher Leiter des 1878 begründeten Lollarer Gießereibetriebes gewesen war, wurde neben seinem Bruder Hugo Vorstandsmitglied. In dem Lollarer Gießereibetrieb, der durch die Erzeugung der Lönholdt-Öfen, der besten Dauerbrandöfen der Zeit, über einen hervorragenden Ruf verfügte, wurde 1895 die erste industrielle Erzeugung von gusseisernen Heizkesselgliedern in Deutschland aufgenommen. 1898 wurde hier die erste Radiatorenfabrik auf dem europäischen Kontinent errichtet.
Die andere Buderus-Firma des 1895 verstorbenen Georg Buderus III verlegte ihren Hauptsitz zunächst von Lollar nach Gießen. Die Buderus’schen Eisenwerke waren nun ein reiner Roheisenproduzent, denn die Standorte der Weiterverarbeitung hatte Hugo Buderus unter seine Führung gebracht (neben der Familie Buderus waren auch die Hausbanken an den Eisenwerken Hirzenhain und Lollar beteiligt). Nach dem Tode von Georg Buderus III übernahm der Prokurist Friedrich Schiele die Leitung. Er war durch die Heirat mit Amalie Buderus, der Schwester von Georg Buderus III, mit der Familie Buderus verwandt.

### Ende als Familienunternehmen (1896)

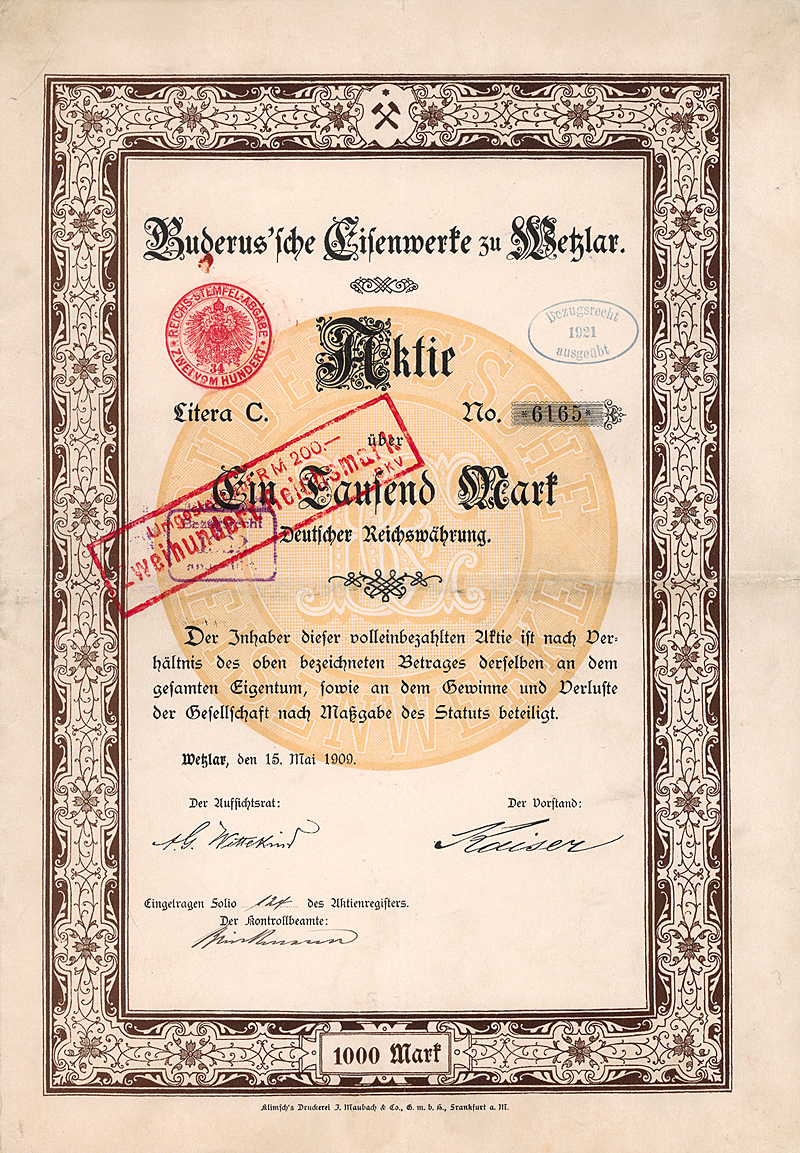
Aktie über 1000 Mark der Buderus’schen Eisenwerke vom 15. Mai 1909

Die finanzielle Lage der Aktiengesellschaft Buderus’sche Eisenwerke spitzte sich trotz des Verkaufs der Main-Weser-Hütte und der damit dem Unternehmen zugeflossenen Barmittel weiter zu. Folglich entschlossen sich die Hausbanken, dass das Unternehmen saniert werden müsse. Von ihnen wurde Eduard Kaiser als Generaldirektor an die Spitze des Unternehmens gestellt. Ihm zur Seite standen Bergwerksdirektor Ludwig Roth und Reinhard Buderus für den Hüttenbetrieb. Vom 31. Dezember 1895 an bildeten diese den neuen Vorstand der Buderus’schen Eisenwerke. Mit Eduard Kaiser als Generaldirektor und Nicht-Familienmitglied endete die Geschichte als Familienunternehmen von Buderus. Nach dem Ausscheiden von Reinhard Buderus aus dem Vorstand im Jahr 1896 war die Familie Buderus nur noch im Aufsichtsrat der Buderus’schen Eisenwerke vertreten.
Eduard Kaiser veräußerte 1900 das Betriebsgelände der Margaretenhütte an die Stadt Gießen. Die Börseneinführung der Buderus-Aktie erfolgte am 8. April 1899 in Berlin und am 12. April 1899 in Frankfurt am Main. Kaisers Ziel war es, die Nebenprodukte bei der Roheisenproduktion gewinnbringend zu verwerten. Daher begann das Unternehmen 1899 damit, die Schlacke des Wetzlarer Hochofenwerkes zur Zementherstellung zu nutzen. Darüber hinaus sollte das erzeugte Roheisen weitgehend im eigenen Unternehmen verarbeitet werden, um so vom schwankenden Roheisenmarkt unabhängiger zu werden. Ab 1901 wurden in Wetzlar in einem neu errichteten Gießereibetrieb auch gusseiserne Rohre produziert und im Januar 1902 ein Gießereibetrieb für Spezialguss (z. B. für Elektromotorengehäuse) neu errichtet.
Am 1. Januar 1903 trennte sich Hugo Buderus’ Unternehmen in die Eisenwerke Hirzenhain Hugo Buderus und die Eisenwerke Lollar A.-G. in Lollar auf. Die Eisenwerke Lollar A.-G. schlossen sich am 28. März 1905 mit den Buderus’schen Eisenwerken zusammen, denn die Firmen wurden zum großen Teil von den gleichen Aktionären besessen, nämlich Mitgliedern des Buderus-Clans. Buderus benötigte nun eine neue Gießerei für Abflussrohre, also kaufte man am 8. August 1907 die am 30. Mai 1900 gegründete Gießerei Karlshütte bei Staffel. Ein neues Problem war nun die Versorgung der Hochöfen mit genügend Koks. Daher verschmolz man bzw. kaufte man die Bergbau AG Massen, die am 1. Januar 1911 offiziell Teil der Buderus’schen Eisenwerke wurde.
Am 27. Juni 1911 starb Eduard Kaiser, Chef von Buderus. Kaiser hatte es geschafft, die verlustreiche Firma aus den Krisenjahren 1895 und 1896 herauszumanövrieren und zu einer Aktiengesellschaft, die konstante Dividenden zwischen 5 und 9 % abwarf, zu formen. Nach seinem Tod entschied sich der Vorstand, die Buderus’schen Eisenwerke radikal neu zu organisieren und am 27. Juli 1911 in die Buderus´sche Handelsgesellschaft umzuwandeln. Man fand in Alfred Gröbler einen neuen Vorstandsvorsitzenden, der ab dem 1. Januar 1912 zusammen mit dem Hüttendirektor Georg Jantzen und dem kaufmännischen Direktor Heinrich Jansen seine Arbeit antrat.

### Vom Ersten Weltkrieg bis 1935

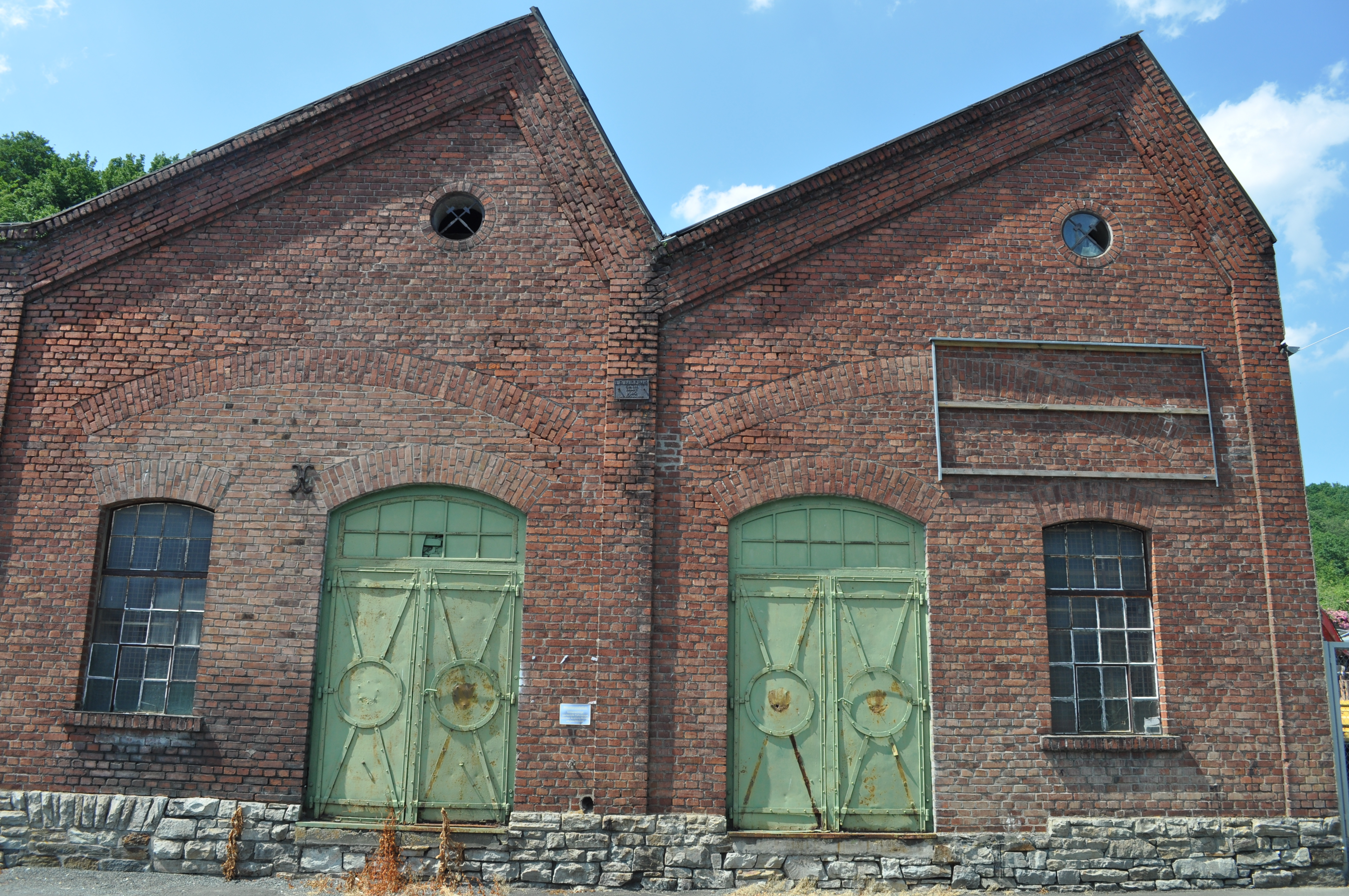
Gebäude des ehemaligen Buderuswerks in Audenschmiede, erbaut 1910 mit Sheddach

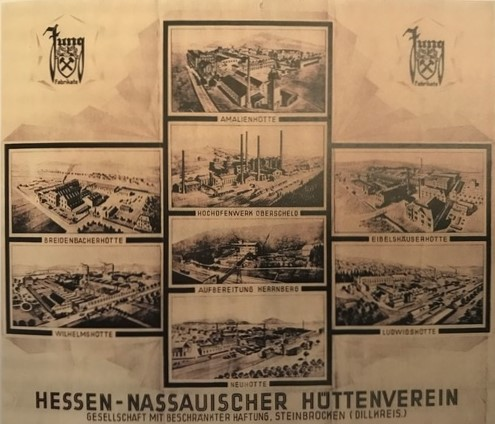
Werke des Hessen-Nassauischen Hüttenvereins

Ein Einschnitt für das Unternehmen war der am 1. August 1914 ausgebrochene Erste Weltkrieg. Das Unternehmen beschäftigte am 31. Juli 1914 8500 Arbeiter, von denen zu Kriegsbeginn 2000 zum Kriegsdienst eingezogen wurden. Im Februar 1915 wurden Kriegsgefangene in der Produktion eingesetzt und ab Mai 1915 deutsche Frauen in den Werken beschäftigt. Ende 1916 erreichte die Zahl der beschäftigten Kriegsgefangenen mit 1584 ihren Höchststand. Die Produktion in den Graugießereien wurde im Rahmen der Kriegswirtschaft auf Heereslieferungen, vor allem von Munition, umgestellt. Man errichtete 1915 eine Stahlformgießerei auf dem Gelände der Sophienhütte, um Stahlguss-Granaten herstellen zu können. 1917/18 folgten noch zwei Elektroöfen der Bauart Röchling-Rodenhauser.
Nach Ende des Krieges 1918 baute man verstärkt neue Gießereien und dazugehörige Weiterverarbeitungsanlagen, um effizienter das selbstgewonnene Roheisen verarbeiten zu können. Am 15. April 1919 erwarb Buderus die meisten Anteile an der Eisenwerke Hugo Buderus GmbH und am 23. Mai 1919 beschloss die Generalversammlung, die käuflich erworbene Westdeutsche Eisenwerke Aktiengesellschaft in Essen-Kray  mit Buderus zu verschmelzen. Am 20. April 1920 wurde dann die Stahlwerke Buderus-Röchling Aktiengesellschaft gegründet, ein Gemeinschaftsunternehmen von Röchling in Völklingen und Buderus mit hälftiger Kapitalbeteiligung. Die Werke Kray und Staffel kamen wegen des Einmarsches französischer und belgischer Truppen im Zuge der Ruhrbesetzung 1923 zum Erliegen. Am 29. September 1925 wurde die Georgshütte aufgegeben. Auch die Zeche Massen wurde aufgrund steigender Betriebsverluste am 31. Dezember 1925 stillgelegt.
1926 starb Gröbler, der sich seit 1912 für den Erhalt des Unternehmens eingesetzt und es erfolgreich durch den Weltkrieg gebracht hatte. Sein Nachfolger wurde Kommerzienrat Adolf Koehler, der am 16. April 1898 als kaufmännischer Lehrling zu Buderus gekommen war. 1917 wurde er kaufmännischer Direktor und 1919 Vorstandsmitglied. Im Zuge der Einsparungsmaßnahmen in der Zeit der Weltwirtschaftskrise wurden die formal noch selbstständigen Eisenwerke Hirzenhain am 1. November 1932, und damit nach 41 Jahren der Selbstständigkeit, vollständig in die Buderus’schen Eisenwerke integriert. Seitdem gab es nur noch eine Firma Buderus.
Von größter Bedeutung war die 1932 beschlossene Interessengemeinschaft mit der überschuldeten Hessen-Nassauischer Hüttenverein GmbH, die am 1. Januar 1933 in Kraft trat. Diese Interessengemeinschaft stärkte insbesondere den Gießereisektor von Buderus, da der Hüttenverein neben Erzgruben im Dillrevier und einem kleinen Hochofenwerk bei Oberscheld über sechs Gießereibetriebe im Dillkreis und im Kreis Biedenkopf verfügte. Am 1. Dezember 1935 ging der Hüttenverein ganz in den Buderus’schen Eisenwerken auf.

### Zeit des Nationalsozialismus
Buderus war im Dritten Reich in versteckte Rüstungsproduktion zur Aufrüstung der Wehrmacht eingebunden. Vom Heereswaffenamt erhielt Kommerzienrat Adolf Koehler den Befehl, Wurfgranaten für Infanterie-Granatwerfer herzustellen. Der Geschäftsbericht von 1937 stellte fest, dass die erzwungene Umstellung der Produktion zu erheblichen Umsatzeinbußen geführt habe, da Teile davon zum Erliegen gekommen seien, vor allem die von Gusserzeugnissen. Koehler sprach sich in der Rhein-Mainischen Wirtschafts-Zeitung vom 5. November 1934 gegen den „von den verschiedensten Stellen“ geforderten verstärkten Abbau der inländischen Eisenerze aus und forderte ein „Haushalten“ des Staates „mit den ihm von der Natur geschenkten Bodenschätzen“. Dem Aufsichtsrat von Buderus gehörten bis 1938 jüdische Mitglieder an. Von ihnen amtierte Ende 1936 allein Albert Katzenellenbogen noch als Vorsitzender des Aufsichtsrates.
In den Vorkriegsjahren bis 1939 hatte das Gießereiunternehmen Buderus durch die nationalsozialistische Aufrüstungspolitik auf dem Gießereisektor Produktionsbeschränkungen und im Eisenerzbergbau Verluste in Millionenhöhe durch staatlich geforderte Kapazitätserhöhungen hinnehmen müssen. Dadurch wurde die in den 1920er-Jahren begonnene Transformation von Buderus von einem vertikal aufgebauten Unternehmen des Berg- und Hüttenwesens (einschließlich Kohlenbergbau und Kokserzeugung) zum führenden deutschen Gießereikonzern unterbrochen. Am 13. Dezember 1941 starb Adolf Koehler, dessen Nachfolger als Vorstandsvorsitzender Heinrich Giesbert wurde. Beide Vorstandsvorsitzenden von Buderus gehörten nicht der NSDAP an.
Am 19. September 1944 wurde das Gelände der Buderus’schen Eisenwerke in Wetzlar bombardiert, wodurch die gesamte Roheisenerzeugung zum Erliegen kam. Die anderen Abteilungen wurden trotz Bombenschäden bis Kriegsende am Laufen gehalten. Zu Beginn des Jahres 1945 waren von den rund 8000 Beschäftigten ca. 45 % ausländische Arbeiter. Etwa 70 % der Produktion dienten damals für Kriegszwecke. Im Jahr 1944 wurde die Amalienhütte an die Friedrich Krupp AG verpachtet und das Werk Hirzenhain an die Breuer-Werke AG, eine eigene Tochter, abgetreten.

### Nach dem Zweiten Weltkrieg
Amerikanische Truppen besetzten am 29. März 1945 in Wetzlar mit der Sophienhütte den Hauptproduktionsstandort und die Hauptverwaltung des Unternehmens. Zeitgleich kam es zum Stillstand aller Betriebe von Buderus im Lahn-Dill-Gebiet und in Oberhessen. Die Außenwerke waren während des Krieges zwar größtenteils von Bomben verschont geblieben, doch sie hatten durch Plünderungen bei Kriegsende hohe materielle Verluste zu verzeichnen und waren in ihrer Betriebsfähigkeit erheblich beeinträchtigt. Am 20. Oktober 1945 traten die Mitglieder des Vorstandes bis auf den Vorstandsvorsitzenden Heinrich Giesbert (der jedoch wegen seiner Mitgliedschaft im Aufsichtsrat der Commerzbank Mitte November 1945 in Zeugenhaft genommen wurde) und auch Bergwerksdirektor Wilhelm Witte zurück. Die Alliierten verordneten außerdem, dass ab dem 31. Juli 1945 der Aufsichtsrat sein Mandat verloren hatte, sodass das Registergericht in Limburg an der Lahn in Verbindung mit der Regierung von Groß-Hessen am 20. November 1945 einen Aufsichtsrat einsetzte, der am 1. Dezember 1945 Staatssekretär a. D. Hans Bredow, den „Vater des Rundfunks“ in der Zeit der Weimarer Republik, zum Vorsitzenden wählte.
Bredow und Witte kämpften nun um die Genehmigung der amerikanischen Militärregierung, den Betrieb, zunächst vor allem den der Hochöfen zur Versorgung der Gießereibetriebe mit Roheisen, wieder mit den Produkten der Vorkriegszeit anlaufen zu lassen. Am 5. März 1946 nahm ein erster Hochofen in Wetzlar den Betrieb wieder auf. Zugleich lief auch die Rohrproduktion im Wetzlarer Werk (der früheren Sophienhütte) wieder an. Franz Grabowski und Franz Grosser wurden im August neue Vorstandsmitglieder. Man konnte noch nicht unter normalen Bedingungen arbeiten, da weder die Abstimmung über die Hessische Landesverfassung erfolgt, noch die Währungsreform konsequent durchgesetzt war. Erst nach der Währungsreform im Juni 1948 konnte der Betrieb in den Gießereien von Buderus wieder unter normalen Bedingungen laufen. Am 25. Oktober 1949 wurden Arbeiterrenten eingeführt und über 30 Millionen Euro an ehemalige Arbeiter gezahlt. Am 30. September 1950 wurde die neue Eisen-Kunstgießerei in Hirzenhain eröffnet und am 20. Oktober 1950 die Schleudergießerei in Staffel. Am 1. Dezember folgte dann noch eine neue Lehrwerkstatt in Wetzlar zur Förderung des Unternehmensnachwuchses.

### 1950er- und 1960er-Jahre
Buderus kämpfte in diesen Jahren mit der hessischen Landesregierung um die auf der Grundlage des „Sozialisierungsartikels“ 41 der Hessischen Verfassung in Treuhandverwaltung des Landes befindlichen Gruben-, Hütten- und Elektrizitätsbetriebe der Buderus’schen Eisenwerke. Die Landesregierung wollte den Streit zum Abschluss bringen und gründete ein eigenes Unternehmen, die Hessische Berg- und Hüttenwerke AG Wetzlar, mit einem vorläufigen Grundkapital von 100.000 DM. Am 6. März 1954 fanden die Auseinandersetzungen ein Ende, als ein Vertrag über die gemeinsame Nutzung der Gruben und Hütten geschlossen wurde. Dafür hob man das Aktienkapital auf 15 Mio. Mark an und Buderus erhielt eine Sperrminorität von 26 Prozent zugestanden und darüber hinaus eine Abfindung. Die Bilanzierung regelte ein separater Vertrag vom 13. April 1954.
Da sich abzeichnete, dass Kunststoffe immer mehr in die Produktion des Rohrsektors eingriffen, gründete man zusammen mit der Halberger Hütte in Brebach/Saar die Omniplast GmbH & Co. KG in Frankfurt-Höchst. Am 1. April 1956 übernahm Heinz Gries die technische Leitung der Firma von Franz Grosser. Die Aktienanteile an den Buderus’schen Eisenwerken waren breit gestreut, doch im Jahr 1956 gelang es Friedrich Flick über die Metallhüttenwerke Lübeck, die Aktienmehrheit von Buderus zu erwerben. So wurde Flick stellvertretender Vorsitzender des Aufsichtsrates. Neues Aufsichtsratsmitglied wurde Alfred Rohde von der Lübecker Metallhüttenwerke AG. 1958 erwarb Buderus die Aktienmajorität an der Burger Eisenwerke AG, des größten deutschen Unternehmens der Heiz- und Kochgeräteindustrie mit dem Markennamen Juno. 1964 expandierte Buderus mit dem Erwerb kleiner Anteile an der Tiroler Röhren- und Metallwerke AG erstmals in der Nachkriegszeit in das Ausland. Anfang 1965 wurden die Anteile der Röchling Gruppe an der Stahlwerke Röchling-Buderus AG von Buderus übernommen und danach lief das Unternehmen unter dem Namen Edelstahlwerke Buderus AG weiter.
Am 18. Mai 1965 ging der Aktienbesitz des Landes Hessen am Grundkapital der Hessische Berg- und Hüttenwerke AG in Höhe von inzwischen 18,5 Mio. DM an Buderus. Damit war die Wetzlarer Eisen- und Stahlindustrie nunmehr „arrondiert“ und befand sich hundertprozentig in den Händen von Buderus. Der neue Vorstandsvorsitzende ab 1967, Karl von Winckler, wollte den Heiztechnikbereich stärken und übernahm deshalb über die Burger Eisenwerke eine Majorität von Anteilen am Senkingwerk in Hildesheim, das u. a. Heiz- und Kochgeräte herstellte.

### 1970–1985
Die Hauptaufgabe der Unternehmenspolitik nach dem Ende der Wiederaufbaujahre und der Wirtschaftskrise 1966/67 bestand darin, den teilweise unwirtschaftlich gewordenen Gießereibereich neu zu strukturieren. Als erster Gießereibetrieb wurde das Werk Essen-Kray am 31. Dezember 1971 stillgelegt. Essen-Kray war stark unter Substitutionsdruck gegenüber den Stahlbadewannen, die leichter und billiger in der Herstellung waren als die hier seit Ende der zwanziger Jahre produzierten gusseisernen Badewannen. Am 24. Juli 1972 starb der Ehrenvorsitzende des Aufsichtsrats Friedrich Flick. Als erster Gießereibetrieb von Buderus im Lahn-Dill-Gebiet wurde 1974 die Wilhelmshütte im Kreis Biedenkopf stillgelegt, 1975 folgten die Amalienhütte im westfälischen Bad Laasphe und das Werk Niederscheld (die frühere Schelder Hütte) im Dillkreis. Zugleich wurde der Gießereibetrieb im Werk Breidenbach für den Automobilguss bedeutend ausgebaut. Am 10. Juli 1975 veräußerte Buderus die Anteile an den Metallhüttenwerken Lübeck und übernahm das bisherige Beteiligungsunternehmen Omniplast GmbH & Co nun ganz, um so verstärkt im Kunststoffbereich tätig zu werden.
Die Burger Eisenwerke AG hatte seit dem 15. Dezember 1958 einen Gewinn-Verlustübernahmevertrag mit Buderus abgeschlossen, mit Wirkung vom 1. Januar 1976 ging das Burger Unternehmen in Buderus auf. Im Jahr 1977 gingen die Hessischen Berg- und Hüttenwerke in Buderus auf. Am 22. Juli 1977 beschloss die Hauptversammlung das Grundkapital der Firma um 18.875.000 DM auf 85.625.000 DM zu erhöhen. Zugleich wurde der Name der Firma geändert in Buderus Aktiengesellschaft (kurz: Buderus AG). Am 14. März 1981 feierte das Unternehmen Buderus sein 250. Jubiläum. Mit dem Ausblasen des letzten Hochofens in Wetzlar endete 1981 die Epoche der Roheisenerzeugung bei Buderus, nachdem der Erzbergbau der Buderus-Gruppe mit der Stilllegung der Grube Falkenstein bei Oberscheld (Dillkreis) bereits 1973 zum Erliegen gekommen war.

### 1985–2000

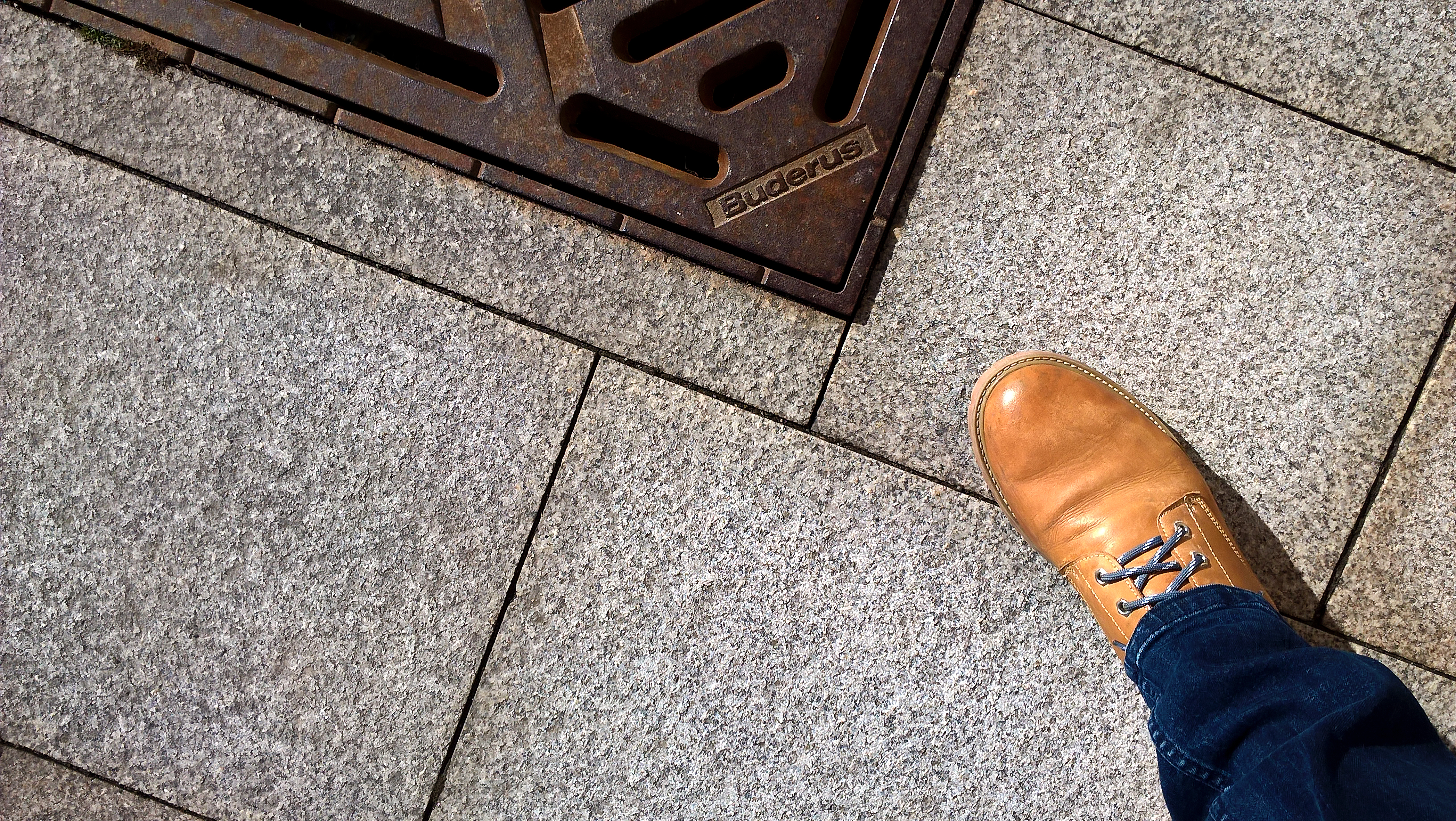
Buderus Baumfassungen – in Sebnitz

In der Zeit von Ende 1985 bis Ende 1991 gehörte Buderus zur Feldmühle Nobel AG, in die Friedrich Karl Flick seinen industriellen Besitz eingebracht hatte. Nachdem eine Tochtergesellschaft der Metallgesellschaft, die Metallgesellschaft Industriebeteiligungen AG, die Nicht-Papier-Aktivitäten der Feldmühle Nobel AG zum 1. Januar 1992 übernommen hatte, wurde das Grundkapital von Buderus noch 1992 erhöht und 20 Prozent der Aktien an der Börse platziert. Im Juni 1994 brachte die Metallgesellschaft infolge ihrer Ende 1993 eingetretenen finanziellen Schieflage ihren Aktienbesitz an Buderus vollständig an die Börse. Seitdem galt Buderus als Übernahmekandidat.

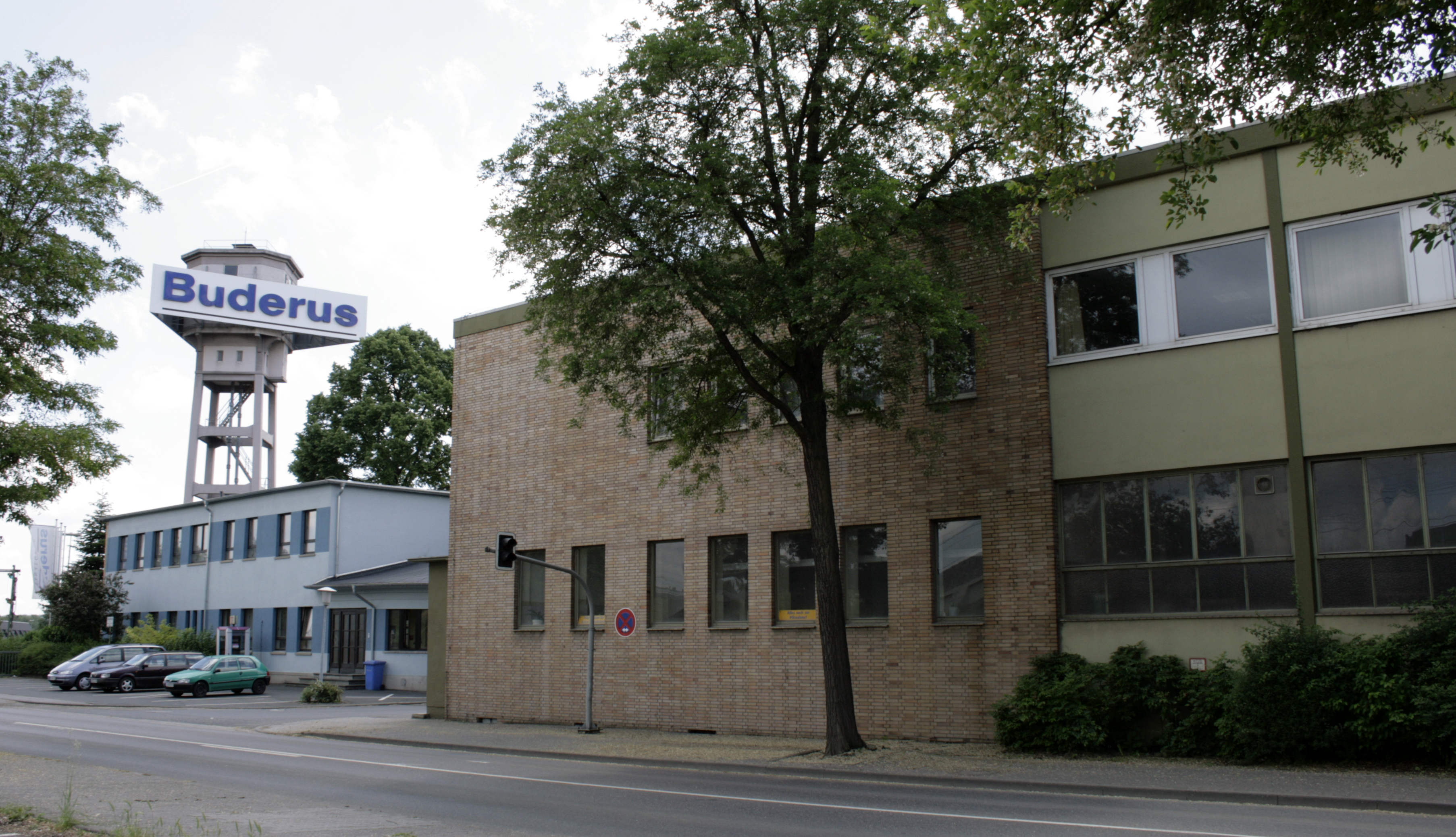
Buderus-Werk in Staffel, 2008

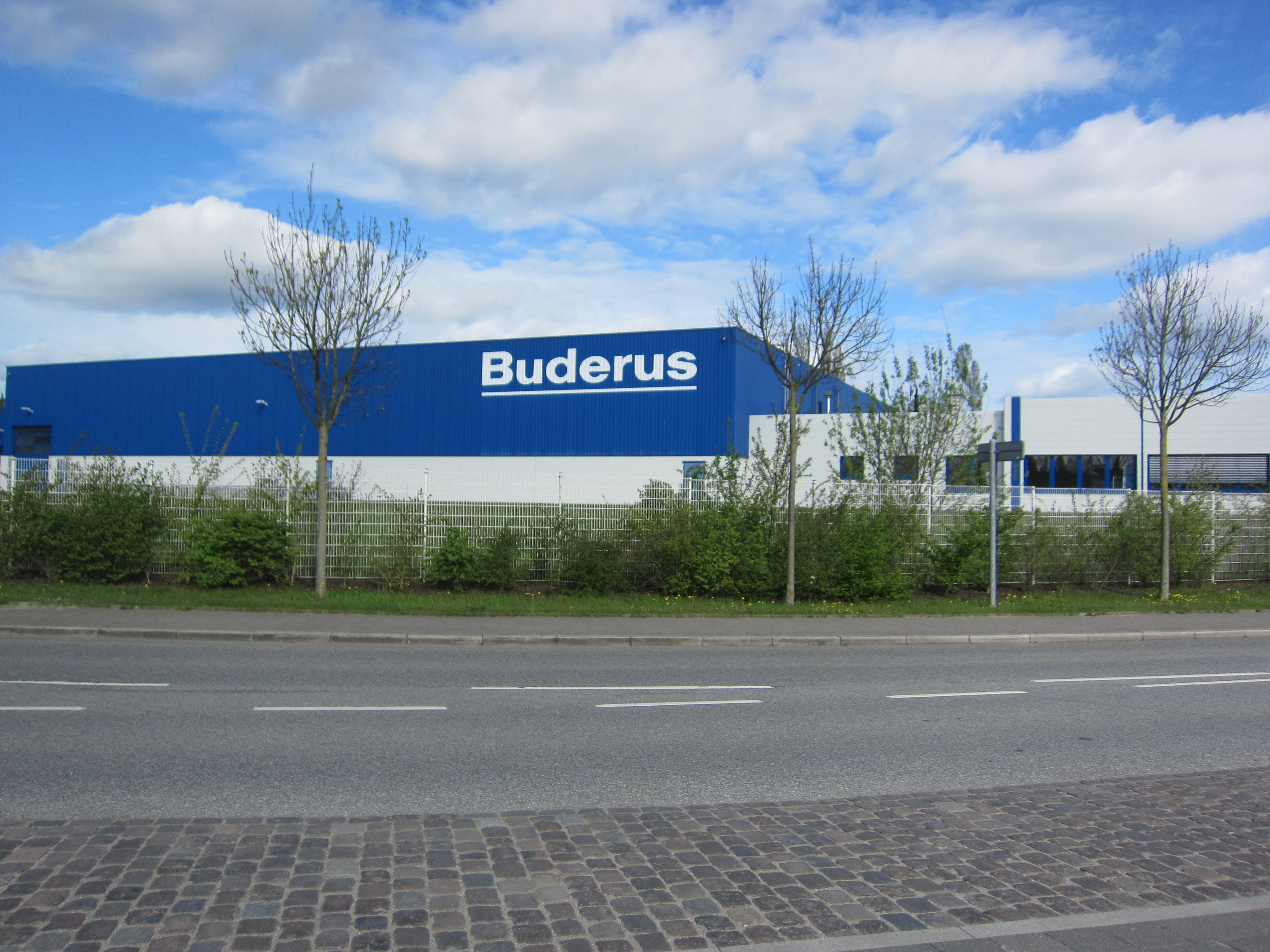
Niederlassung in Kiel, 2012

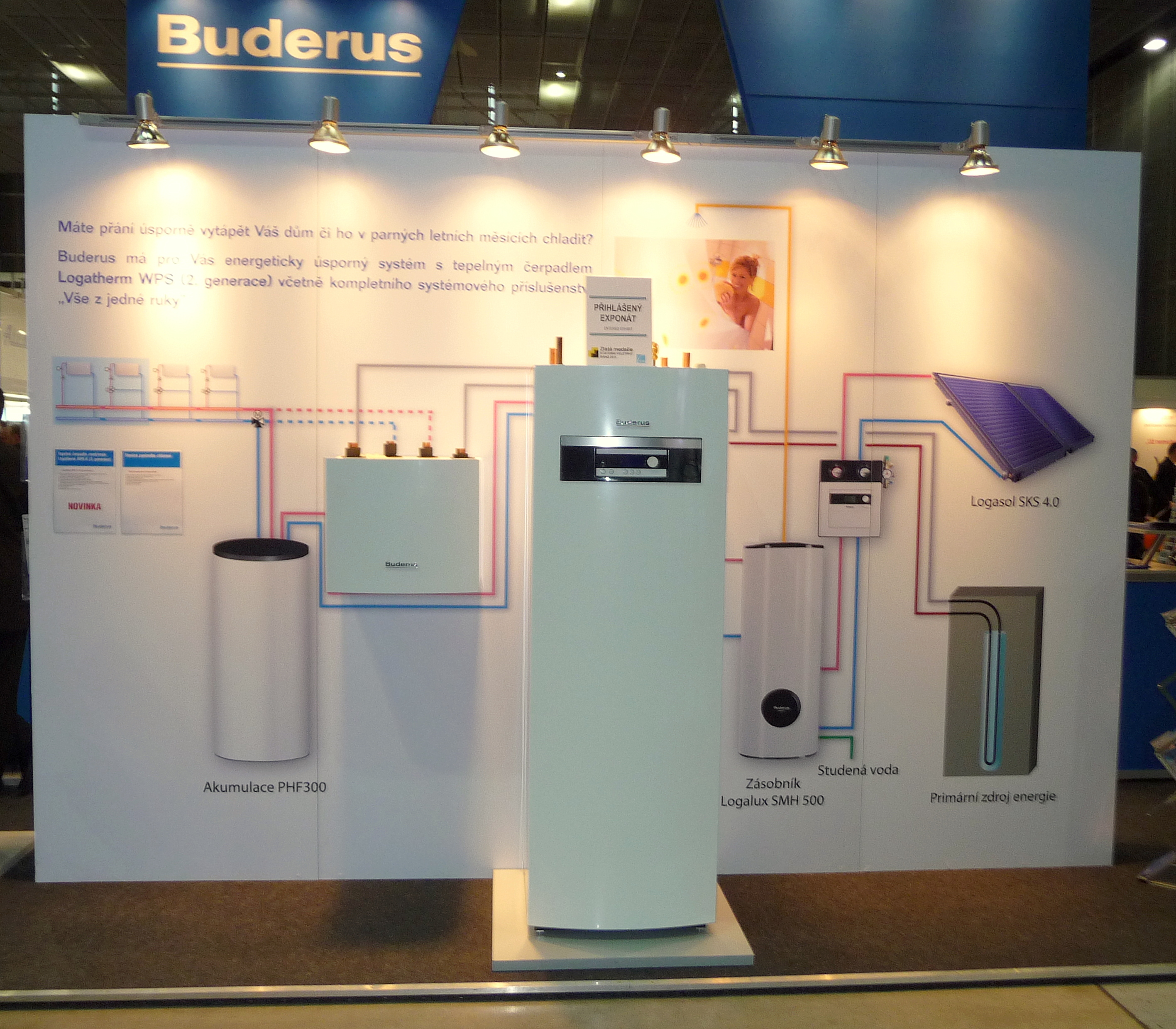
Solar-Heizanlage von Buderus auf einer Ausstellung in Brünn, Tschechien, 2011

Die Buderus AG bestand nach dem Verkauf des Konzernbereichs Flugzeugzubehör ab 1997 aus drei Konzernbereichen:
- Heizungsprodukte,
- Gusserzeugnisse und
- Edelstahlerzeugnisse.

Der Konzernbereich Heizungsprodukte mit der Buderus Heiztechnik GmbH war nach der Neustrukturierung im Jahr 1987 das Flaggschiff der Buderus-Gruppe. Diese Tochtergesellschaft war der mit Abstand umsatzstärkste Konzernbereich der Buderus AG. Forschung und Entwicklung hatten einen hohen Stellenwert. Der Konzernbereich Gusserzeugnisse mit der Buderus Guss GmbH war in den Sparten Gussrohrtechnik, Bremsscheiben, Spezialguss, Abscheider und Kunstguss tätig. Buderus Guss baute im Laufe der Zeit ein weitverzweigtes Netz an Vertriebsaktivitäten auf. Der Konzernbereich Edelstahlerzeugnisse mit der Edelstahlwerke Buderus AG zählte als Hersteller von Halbzeug, Warmband, Kaltband, Freiformschmiedestücken, geschmiedetem Stabstahl (Werkzeugstahl und Baustahl) sowie Gesenkschmiedeprodukten zu den führenden europäischen Herstellern und Verarbeitern hochwertiger Edelstähle. Durch Stärken im Bereich Werkstoffe, Metallurgie, Umformtechnik, Weiterverarbeitung konnte sich der Konzernbereich eine führende Position bei Spezialstählen erhalten.
Im Jahr 2000 trat die Buderus AG der Stiftungsinitiative der deutschen Wirtschaft zur Entschädigung von NS-Zwangsarbeitern bei.

### Übernahme durch Bosch
In den ersten Jahren des 21. Jahrhunderts begann die Robert Bosch GmbH damit, Aktien der Buderus AG aufzukaufen. Im April 2003 unterbreitete Bosch ein öffentliches Übernahmeangebot und stieß damit auf eine breite Zustimmung. Am 1. September 2003 erreichte der Bosch-Anteil an Buderus 97,16 Prozent. Die Hauptversammlung von Buderus am 13. Mai 2004 stimmte dem Squeeze-out der Minderheitsaktionäre mit 98,7 Prozent der vertretenen Aktien zu. Der entsprechende Beschluss sah vor, dass die Aktien der Minderheitsaktionäre auf die Hauptaktionärin, die Robert Bosch GmbH, gegen eine Barabfindung übertragen werden sollten.
Zugleich beschloss die Hauptversammlung die Zusammenlegung der Heiztechnikaktivitäten von Bosch und Buderus mit 98,8 Prozent des vertretenen Aktienkapitals. Der Ausschluss der Minderheitsaktionäre wurde mit der Eintragung in das Handelsregister am 23. Juli 2004 wirksam. Im August 2004 wurde die BBT Thermotechnik GmbH in das Handelsregister eingetragen, die Buderus Heiztechnik GmbH firmiert damit unter diesem neuen Namen. Die Bosch-Buderus Thermotechnik GmbH wurde mit Wirkung zum 1. Januar 2008 in die Bosch Thermotechnik GmbH umfirmiert. Sitz des Geschäftsbereiches Thermotechnik von Bosch wurde Wetzlar.
Wegen der Ausrichtung auf den Heiztechnikmarkt wurden die bisherigen Konzernbereiche Guss- und Edelstahlerzeugnisse (Buderus Edelstahl) im Jahr 2005 verkauft. Mit Ausnahme der Buderus Guss GmbH, die mit der Herstellung von Bremsscheiben am Standort Breidenbach in der Bosch-Gruppe verblieb, wurde der Konzernbereich Gusserzeugnisse zunächst an den Venture Capital Fonds SSVP veräußert und unter dem Dach der Buderus Foundry Management S.à r.l. mit Sitz in Wasserbillig (Luxemburg) weitergeführt. 2012 wurde die Buderus Kanalguss GmbH in Limburg an der Lahn an die Meierguss-Gruppe verkauft und firmiert seitdem als Meierguss Limburg GmbH.
Die Edelstahlwerke Buderus waren 2005 von der Böhler-Uddeholm AG, einem Edel- und Werkzeugstahlunternehmen mit Sitz in Wien übernommen worden. Böhler-Uddeholm wiederum wurde 2007/08 von der Voestalpine AG mit Sitz in Linz übernommen. Die größten Investitionen seitdem waren eine Freiformschmiedepresse, die Neukonzeption des Stahlwerks und eine moderne Entstaubungsanlage. Das aktuelle Wetzlarer Produktportfolio umfasst Edelstahl, Werkzeugstahl, Freiformschmiedestücke, Warmband und Kaltband sowie gewalzte Halbzeug- und Gesenkschmiedstücke für die Automobil-, Hausgeräte- und Energiemaschinenindustrie. Die Zahl der Beschäftigten beträgt rund 1400 Mitarbeiter.
Buderus/Bosch Thermotechnik hat inzwischen in Wetzlar eine mehr als 155-jährige Firmentradition. Heute befindet sich die Unternehmenszentrale von Bosch Thermotechnik in Wetzlar, von hier aus wird auch die Thermotechnik-Marke Buderus geführt. Insgesamt sind in Wetzlar mehr als 400 Bosch-Mitarbeiter tätig. Bosch Thermotechnik produziert in mehr als 20 Werken in Europa, Amerika und Asien und hat im Jahr 2016 einen Umsatz von 3,3 Milliarden Euro erzielt. Das Produktportfolio erstreckt sich von bodenstehenden und wandhängenden Heizgeräten, Warmwasserbereitern über Solarthermiesysteme, Wärmepumpen zum Heizen und Kühlen bis hin zu Systemen für Großgewerbe und Industrie wie etwa Großkessel, Blockheizkraftwerke und Anlagen zur Abwärmenutzung in Industrieprozessen. Vertrieben werden die Erzeugnisse unter den Marken Bosch, Buderus sowie ausgewählten regionalen Produktmarken.

## Liste der Unternehmenschefs und Vorstandsvorsitzenden
- Johann Wilhelm Buderus I (1731–1753)
- Elisabetha Magdalena Buderus (1753–1762)
- Johann Wilhelm Buderus II (1762–1806)
- Johann Christian Wilhelm Buderus (1806–1815)
- Anton Georg Wilhelm Christian Buderus (1806–1811)
- Georg Buderus I (1806–1840)
- Friedrich Buderus (1840–1862)
- Richard Buderus (1840–1871)
- Georg Buderus II (1840–1873)
- Hugo Buderus (1874–1891)
- Georg Buderus III (1873–1895)
- Friedrich Schiele (1895)
- Eduard Kaiser (1896–1911)
- Alfred Gröbler (1912–1926)
- Adolf Koehler (1926–1941)
- Heinrich Giesbert (1942–1945)
- Franz Grabowski (1946–1953)
- Franz Grosser (1946–1953)
- Franz Grabowski (Generaldirektor) (1953–1967)
- Karl von Winckler (1967–1974)
- Hans Werner Kolb (1974–1983)
- Frank Rogge (1983–1988)
- Hans-Ulrich Plaul (1989–2001)
- Uwe Lüders (2001–2003)
- Andreas Nobis (2003)
- Joachim Berner (2003–2008)

## Ehemalige und bestehende Tochterunternehmen und Beteiligungen
- Buderus Edelstahl GmbH, Wetzlar, 2006 hervorgegangen aus Edelstahlwerke Buderus AG
- Buderus Guss GmbH, Breidenbach, 2003 hervorgegangen aus der Buderus Gießerei Wetzlar GmbH
- Buderus Kanalguss GmbH, Limburg a. d. Lahn
- Buderus Schleiftechnik, Aßlar
- Buderus Immobilien GmbH, Wetzlar, ab 2002 Nachfolger des Wetzlarer Bauvereins
- Buderus’sche Handelsgesellschaft mbH, Wetzlar
- Buderus’sche Handelsgesellschaft mbH, Berlin
- Hessische Berg- und Huettenwerke AG (Berghuette), Wetzlar
- Krauss-Maffei AG, München-Allach
- Omniplast GmbH & Co. KG, Ehringshausen Krs. Wetzlar
- Ursania-Chemie GmbH, Ehringshausen Krs. Wetzlar
- Omnical Ges. fuer Kessel- u. Apparatebau mbH, Ewersbach/Dillkreis
- Burger Eisenwerke AG (Juno) zu Electrolux und teilweise zu Sell Flugzeugküchen
- Logana-Spedition, Wetzlar
- Ferrum GmbH, Dinkelscherben
- Rittershaus & Blecher GmbH, Wuppertal-Barmen
- Sieger Heizkesselwerk, Buschhütten
- Baustoff-Union, Wetzlar
- HAGEWE GmbH & Co., Ötigheim/Rastatt
- Senking Werke, Hildesheim
- Roeder Großküchentechnik, Darmstadt
- Lieferbeton, Wetzlar
- TBG Mittelhessische Lieferbeton, Wetzlar
- GeWoBau, Wetzlar
- WANIT GmbH & Co. KG, Wanne-Eickel
- Zentroguss GmbH, Wetzlar
- Breuer-Werke GmbH, Frankfurt am Main-Hoechst
- Metallhuettenwerke Luebeck GmbH, Luebeck-Herrenwyk
- Eckert & Ziegler GmbH, Weissenburg/Bayern
- Fellner & Ziegler GmbH, Frankfurt am Main

## Sponsoring

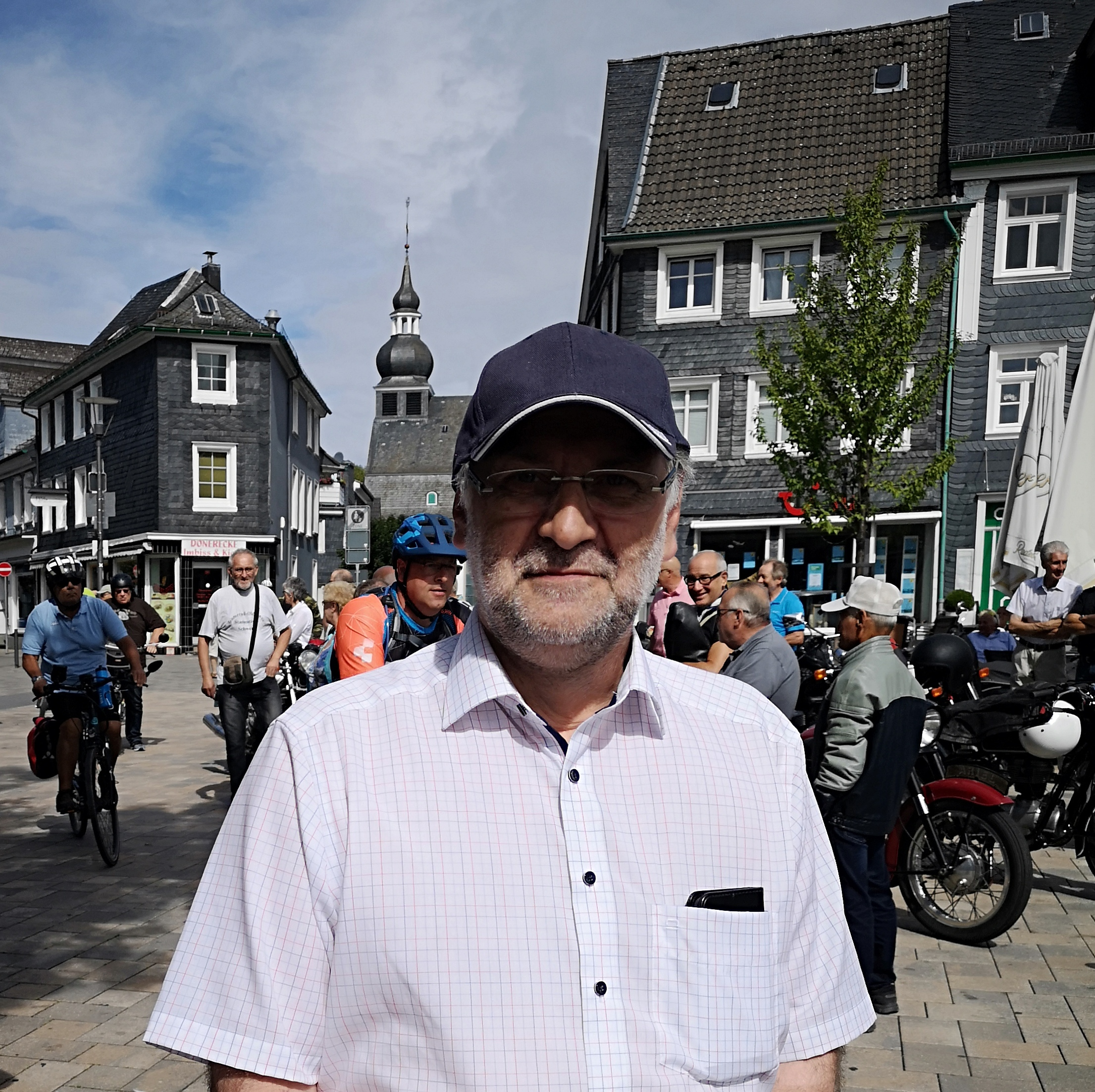
Johannes Mans, vor dem Start der E-Bike-Tour mit dem Buderus-Cap

Seit 2017 wird im Bergischen Land die Buderus-E-Bike-Tour ausgerichtet.
Darüber hinaus ist das Unternehmen Hauptsponsor des in der Rugby-Bundesliga spielenden RSV Köln.